# قرن ام نمر

تعديل مصدري - تعديل

قرن ام نمر هي إحدى قرى عزلة سرار بمديرية سرار التابعة لمحافظة أبين، بلغ تعداد سكانها 55 نسمة حسب تعداد اليمن لعام 2004.